# Broekhem
Broekhem (Limburgs: Brokem) is een kerkdorp, gelegen in de Limburgse gemeente Valkenburg aan de Geul. Het dorp wordt doorsneden door de spoorlijn van Maastricht naar Heerlen. De oudste kern bevindt zich ten zuiden van deze spoorlijn. Broekhem is tevens de naam van de doorgaande weg door de buurt.

## Geschiedenis
In het Ravensbosch ten noorden van Broekhem zijn de overblijfselen gevonden van de Romeinse villa Ravensbosch.
In 1391 wordt de naam Broekhem voor het eerst in de geschriften vermeld als Bruchem en Bruckhem. De naam Broekhem is afgeleid van 'broek' (drassig land) en 'heim' (huis, oord). Deze naam past binnen een rijtje vergelijkbare plaatsnamen in de omgeving: Houthem, Geulhem, Rothem, Neerhem.

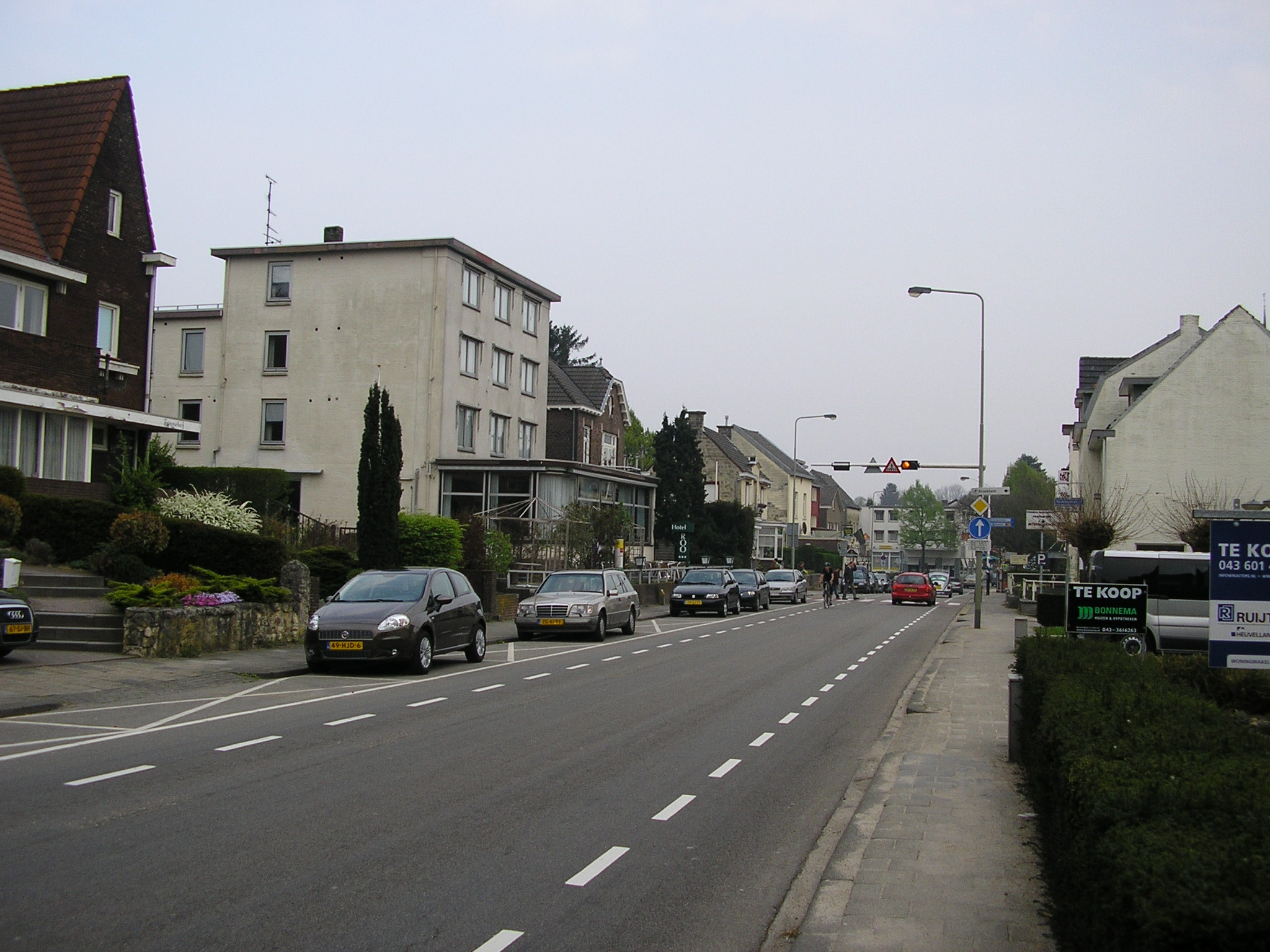
Huizen, villa's en hotels in Broekhem

Lange tijd valt het gebied onder de gemeente Houthem, totdat deze in 1940 fuseert met Valkenburg tot de nieuwe gemeente Valkenburg-Houthem, die in 1982 opgaat in de fusiegemeente Valkenburg aan de Geul. Van de oudste bebouwing rondom de Cremerstraat en de Koningswinkelstraat zijn nog slechts enkele gebouwen over. In het begin van de jaren dertig bouwde de architect Alphons Boosten hier de parochiekerk. Pas in 1935 werd de parochie Broekhem zelfstandig.
Langs de doorgaande weg van Valkenburg naar Meerssen (sinds 1959 eveneens Broekhem geheten; daarvoor Houthemerweg) verrezen vanaf het einde van de 19e eeuw diverse hotels en een groot aantal villa's. De villa Geerlingshof werd in 1850 in opdracht van generaal De Ceva gebouwd en ca 1896 aanzienlijk uitgebreid. Het gebouw was jarenlang in gebruik als volksuniversiteit. Het landgoed is in het begin van de 21e eeuw herontwikkeld voor woningbouw.
In het gedeelte ten noorden van de spoorlijn bevinden zich vooral in de jaren vijftig gebouwde rijtjeswoningen, bekend als de Bloemenbuurt. Hier ligt ook het grote complex van de orde der Jezuïeten, het voormalige Ignatiuscollege. Het werd aan het begin van de twintigste eeuw gerealiseerd voor uit Duitsland afkomstige jezuïeten, die er een groot opleidingscentrum begonnen. In het complex bevonden zich eertijds een sterrenobservatorium, een grote bibliotheek en tal van verblijfscellen voor de paters. De jezuïeten werden gedurende de Tweede Wereldoorlog verdreven ten faveure van de SS, die een onderwijsinstituut vestigde in het gebouw. Na de oorlog werd het klooster betrokken door de zusters Franciscanessen van de Heilige Jozef en werd het gebruikt als bejaardentehuis. Daarna zetelde er de stichting transcendente meditatie.

## Bezienswaardigheden
- De Sint-Jozefkerk is een ontwerp van Alphons Boosten en is bijzonder door de glas-in-loodramen van Limburgse kunstenaars als Harie Jonas, Charles Eyck en Henri Schoonbrood.
- De Mariakapel tegenover de Sint-Jozefkerk
- Langs de straat Broekhem liggen diverse villa's die beschermd zijn als rijksmonument. Bijzonder zijn de neoclassicistische villa Geerlingshof en de traditionalistische villa's Beukenhof, Bella Vista, Flora en Sole Mio.
- Bij het voormalige Jezuïetenklooster in Broekhem staat de dikste mammoetboom van Limburg[1].

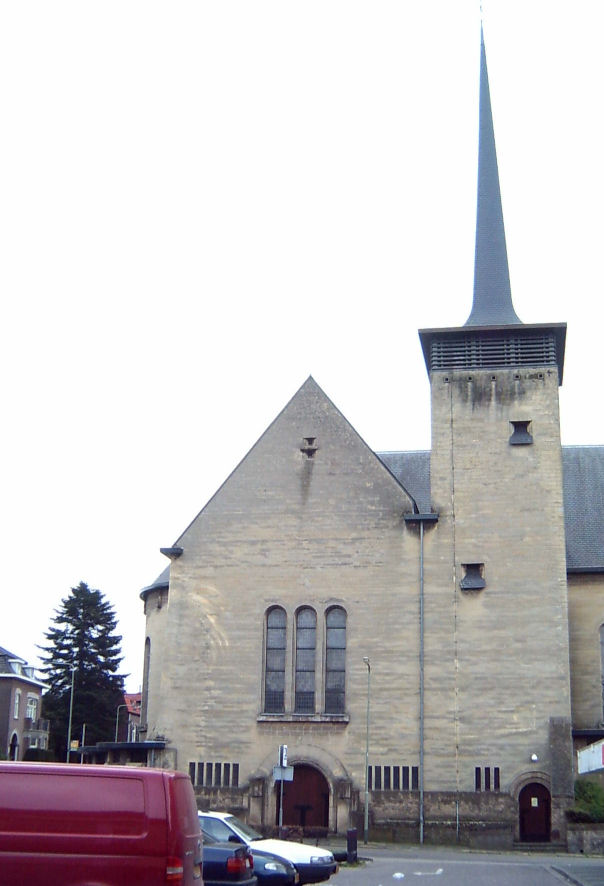
Sint-Jozefkerk
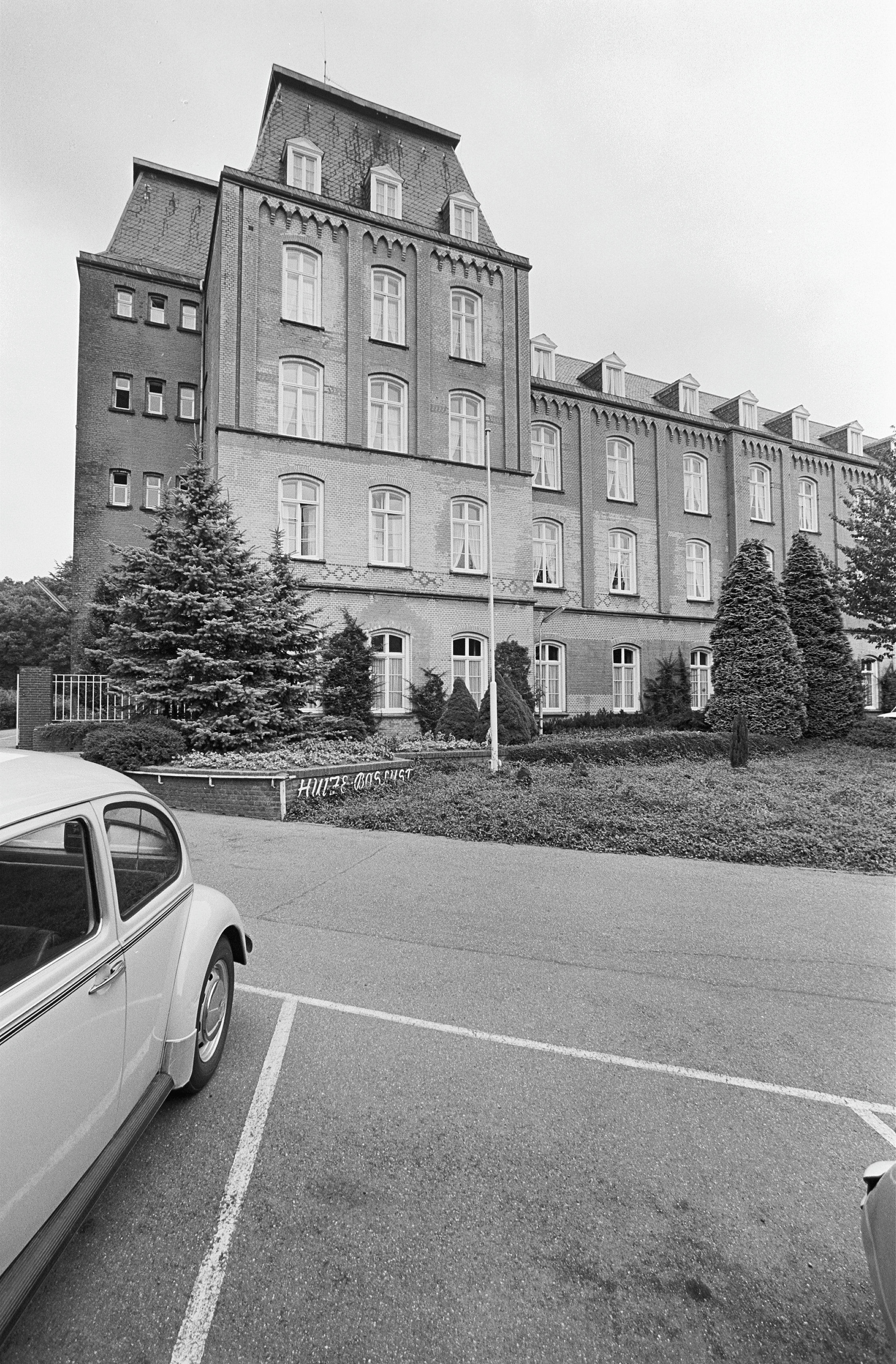
Vm Jezuïetenklooster
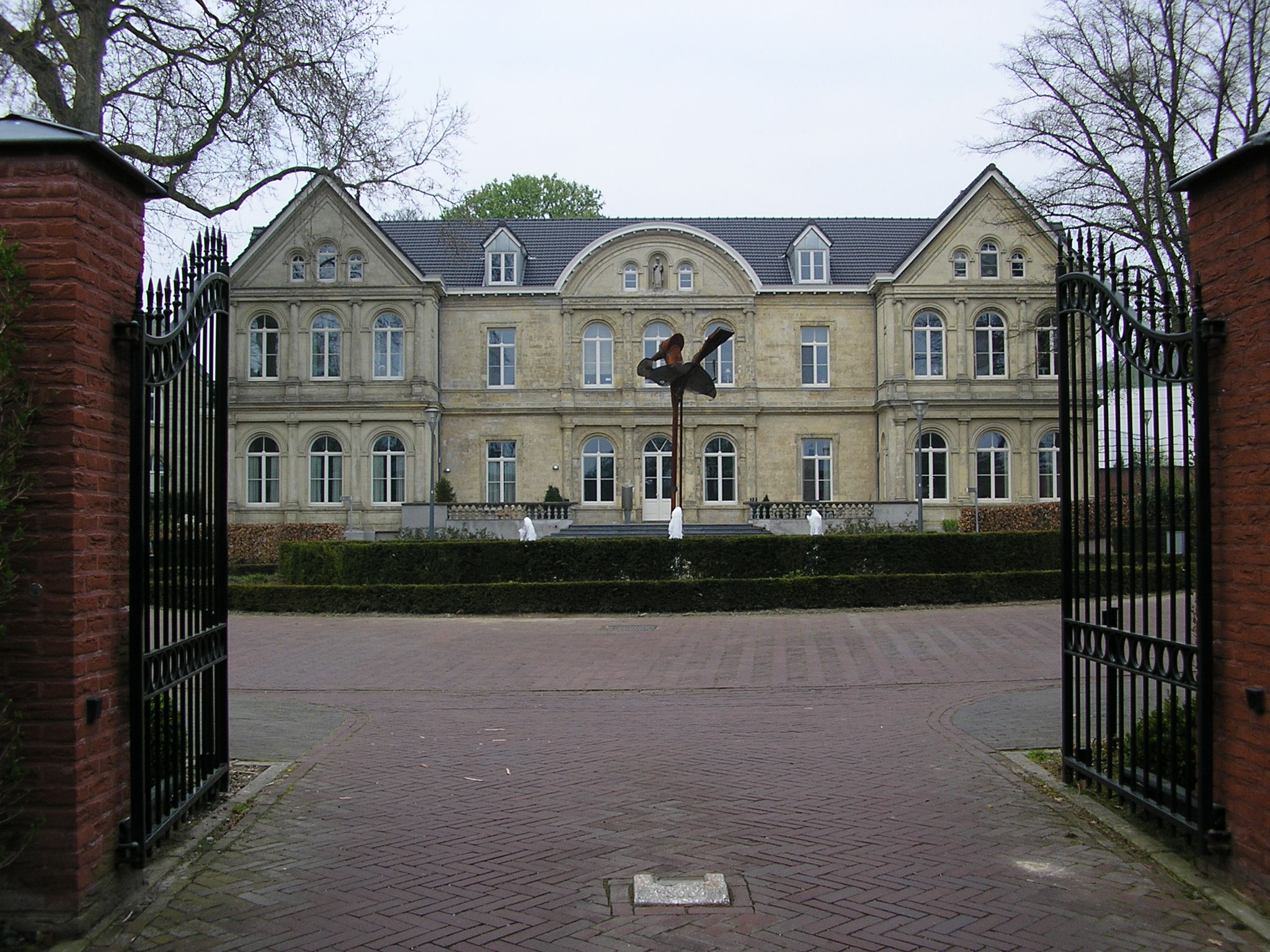
Geerlingshof
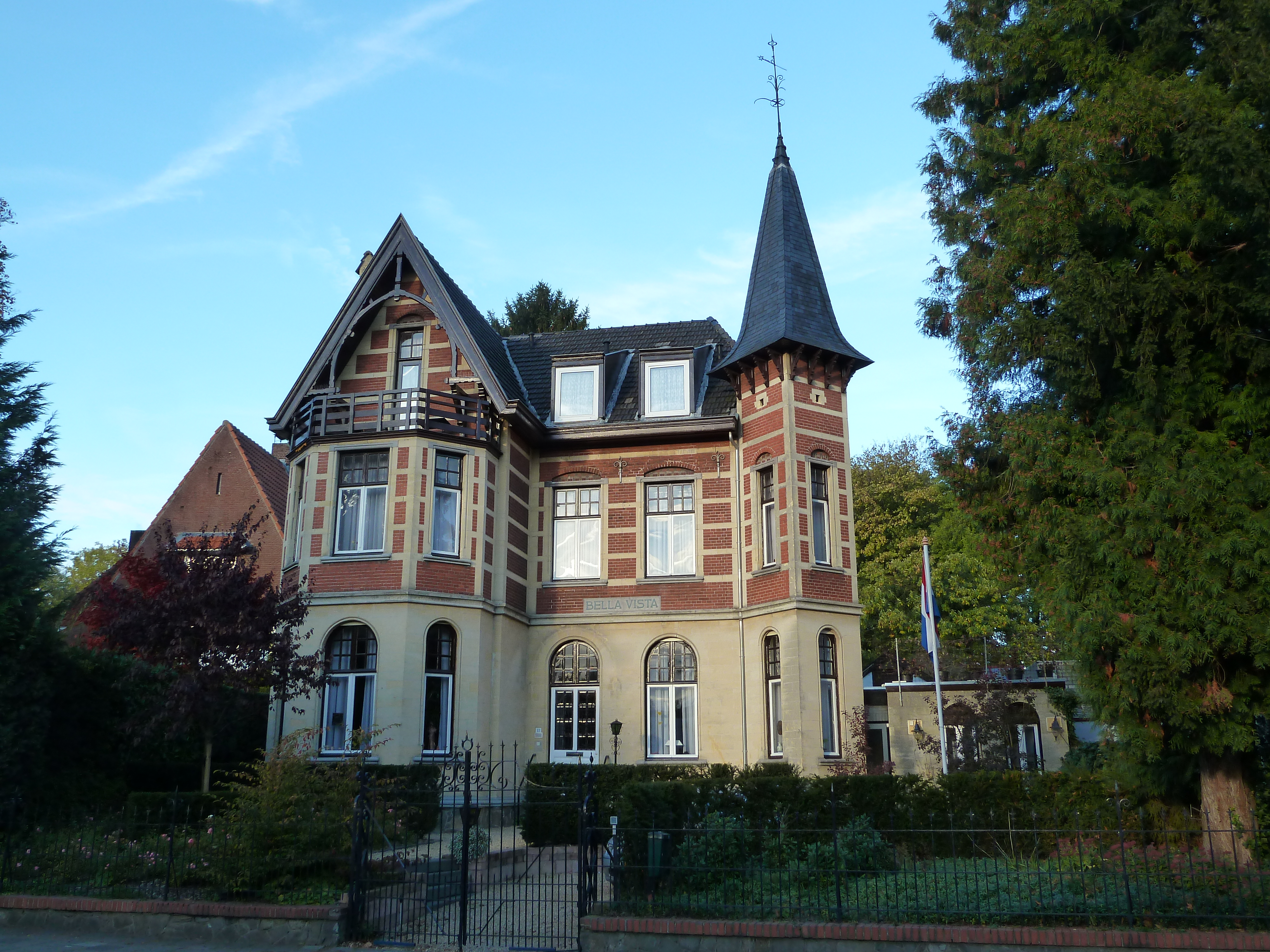
Villa Bella Vista